# Goungha
Ne doit pas être confondu avec Gounghin.
Goungha est une localité située dans le département de Yako de la province du Passoré dans la région Nord au Burkina Faso.

## Géographie
Goungha se trouve à environ 20 km au sud-ouest du centre de Yako, le chef-lieu de la province, et à 3 km à l'ouest de Tindila.

## Santé et éducation
Le centre de soins le plus proche de Goungha est le centre de santé et de promotion sociale (CSPS) de Tindila tandis que le centre médical avec antenne chirurgicale (CMA) de la province se trouve à Yako.